# Couepia bracteosa
Couepia bracteosa är en tvåhjärtbladig växtart som beskrevs av George Bentham. Couepia bracteosa ingår i släktet Couepia och familjen Chrysobalanaceae. Inga underarter finns listade i Catalogue of Life.